# Hipnoterapia
Hipnoterapia é o uso terapêutico da hipnose, ou o tratamento de uma doença com o uso de técnicas hipnóticas.
É uma psicoterapia que facilita a sugestão, a reeducação ou a análise por meio da hipnose. O profissional médico que exerce a hipnose é chamado hipniatra. Hipniatria é a hipnose praticada por médicos. A hipnose, além de na Medicina, é utilizada também na Odontologia, na Psicologia, na Fisioterapia, na Enfermagem, na Fonoaudiologia e outras profissões de saúde.
Se a intervenção psicoterapêutica hipnoassistida tem primordialmente o objetivo de análise, fala-se em hipnoanálise.

## Diferença entre a hipnoterapia e a hipnose[1].
Atualmente é muito comum que haja a confusão entre os termos hipnose e hipnoterapia. Portanto, embora ambos sejam muito indicados e vantajosos, eles não apresentam a mesma função. 
Pensando nisso, nós trazemos neste tópico, a principal diferença que existem entre eles. 

#### Hipnose
A hipnose é comumente definida como um estado alterado de consciência, mas nós gostamos de entendê-la como um estado hiper focado de concentração planejada. 

#### Hipnoterapia
A hipnoterapia é uma terapia que tem o apoio da hipnose, que serve para o tratamento de transtornos emocionais e doenças psicossomáticas utilizando o foco e a concentração. A hipnoterapia utiliza técnicas que envolvem a psicologia, a programação Neurolinguística e outras matérias relacionadas a essa. Sendo de suma importância para pessoas que procuram se tratar. 
Sendo assim, é um método eficiente e totalmente indicado. Vale ressaltar que a hipnose, por si só, não é um tipo de terapia, mas é uma valiosa ferramenta que agrega agilidade e dinâmica aos processos terapêuticos; o termo “hipnoterapia” é única e tão somente uma forma de especificar que será usada a hipnose na terapia.

## Usos
Em 2018, no Brasil, o Ministério da Saúde, incluiu a sua prática no Sistema Único de Saúde (SUS), como parte da Política Nacional de Práticas Integrativas e Complementares (PNPIC).

## Regulamentação da hipnoterapia no Brasil
A hipnoterapia é regulamentada por diversos conselhos de classe da área de saúde do Brasil, dentre os quais: 
- Conselho Federal de Medicina (parecer CFM 42/1999)
- Conselho Federal de Odontologia (resolução CFO-185/93)
- Conselho Federal de Psicologia (resolução CFP 013/00)
- Conselho Federal de Fisioterapia e Terapia Ocupacional (resolução COFFITO 380/2010)
- Conselho Federal de Enfermagem (resolução COFEN 581/2018)

## Tratamentos
Alguns dos principais tratamentos hipnoterapêuticos:  .
A hipnoterapia tem diversas finalidades e apresenta para cada uma, os seus respectivos benefícios.
Nessa lista constam apenas alguns dos principais, porém, já é o suficiente para conhecer um pouco mais do que a hipnoterapia garante às pessoas que optam por fazê-la.

### Tratamentos de regressão no tempo
Atualmente, a regressão no tempo é um dos principais procedimentos que a hipnoterapia dispõe. Nele, os pacientes irão buscar, através da mente, regredir à momentos passados.
É utilizado principalmente para encontrar a razão de alguns traumas. Assim, tomando conhecimento do porque uma enfermidade se faz presente.

### Hipnoterapia comportamental
Este procedimento é voltado para dar atenção aos comportamentos de uma pessoa. Principalmente, lidando com o seu perfil e trabalhando com a administração de emoções e sentimentos.
Visando o desenvolvimento pessoal, o hipnoterapeuta poderá ajudar a potencializar as suas qualidades.

### Tratamento de fobias
Quase todas as pessoas no mundo têm fobias, sejam de animais como baratas, sapos, aranhas e cobras; de situações como sair de casa, atender o telefone ou se comunicar com diversas pessoas…
De fato, existem muitas fobias que acabamos descobrindo com o tempo ter. Portanto, algumas delas acabam trazendo sérias consequências no ambiente em que vivemos. Ou até mesmo, trazendo grandes dificuldades no ambiente de trabalho.
A gravidade do problema pode impedir de sociabilizar, ou ainda, afetar diretamente na maneira em como nos portamos.
Podemos citar, por exemplo, a agorafobia, que é um problema no qual a pessoa tem dificuldades para sair de casa sozinha, estar em ambientes movimentados, como mercados e cinemas, etc. Esse problema está associado ao transtorno de ansiedade. Além do mais, pessoas com síndrome do pânico podem ter sintomas semelhantes.
Você pode, por exemplo, optar por utilizar o tratamento de hipnoterapia para tratar uma fobia que tenha, mesmo que o nível de gravidade não seja tão alto a ponto de impedir que realize atividades do seu dia a dia. Afinal, se de alguma forma essa fobia te incomoda, então, é bom tentar resolvê-la para assim se sentir muito melhor e mais confortável.

### Hipnose clínica para reabilitação
A hipnoterapia também tem ajudado muitas pessoas durante seus processos de reabilitação, sejam depois de um acidente ou de um AVC.
Nesse caso, ajuda no desenvolvimento e na melhora das funções motoras de pessoas que não constam com os estados físicos em plena saúde. Com os métodos utilizados por esse profissional, será trabalhado a reestruturação, para que sejam devolvidos ao corpo todos os seus sentidos e funcionalidades.
Então, quem está em uma condição em que o seu corpo não tem qualquer ou parcialmente nenhum movimento, pode optar por fazê-la, para assim, obter melhores resultados e posteriormente ter sua força física restaurada.

### Tratamento para promover o emagrecimento
Hoje muitas pessoas procuram inúmeros tratamentos para emagrecer, portanto, mesmo fazendo-os ainda continuam engordando ou não consegue emagrecer absolutamente nada.
Isso, porque o problema não está no que estão consumindo ou deixando de consumir, mas principalmente em seus psicológicos.
Provavelmente se trata de um distúrbio que os impede de emagrecer, ou ainda, uma compulsão alimentar que surgiu exatamente da mesma circunstância.
Nesse caso, ao invés de gastar muito dinheiro tentando resolver um problema da maneira errada, deve encontrar um procedimento que seja o suficientemente adequado como, por exemplo, a hipnoterapia.
Tratando a circunstância que te impede de ter o corpo desejado, então, não irá ter mais nenhum problema. Pelo contrário, conseguirá ter os resultados que tanto busca.
Esses são alguns dos principais tipos de tratamento que pode optar por escolher, ao ir no profissional hipnoterapeuta.